# Monacrosporium sarcopodioides
Monacrosporium sarcopodioides är en svampart som först beskrevs av Harz, och fick sitt nu gällande namn av Berl. & Voglino 1886. Monacrosporium sarcopodioides ingår i släktet Monacrosporium och familjen vaxskålar.   Inga underarter finns listade i Catalogue of Life.